# Euparyphus cataractus
Euparyphus cataractus är en tvåvingeart som beskrevs av Quist 1973. Euparyphus cataractus ingår i släktet Euparyphus och familjen vapenflugor. Inga underarter finns listade i Catalogue of Life.